# NGC 3864
NGC 3864 este o galaxie spirală situată în constelația Leul. A fost descoperită în 23 martie 1884 de către Édouard Stephan⁠(d).